# Austin Atlantic
O  Austin Atlantic é um modelo compacto produzido pela British Motor Corporation.